# 高野尾町
高野尾町（たかのおちょう）は、三重県津市の町丁。本項では前身である安芸郡高野尾村（たかのおむら）についても記す。
サツキ苗や洋ランなど、花卉園芸の盛んな地域である。

## 地理
津市の北東部、伊勢自動車道・芸濃インターチェンジの東方一帯に所在する。関宿と江戸橋を結ぶ伊勢別街道の中間付近に位置する町である。
東で大里山室町・大里野田町、南で大里睦合町・安濃町安濃・芸濃町岡本、西で芸濃町荻野・芸濃町椋本、北で亀山市三寺町・下庄町・中庄町（飛地）に接する。南東から北西に志登茂川と三重県道10号津関線が、北東から南西に三重県道649号亀山安濃線が、南端を中の川と伊勢自動車道が通過する。北部をネオポリス（豊が丘）が占めたが、2014年（平成26年）6月30日に高野尾町から分離して「豊が丘一丁目 - 五丁目」となった。
- 山：宮山 (84m)
- 河川：志登茂川、中の川
- 池：大谷池

## 歴史
- 幕末時点では奄芸郡高野尾村であった。「旧高旧領取調帳」の記載によると津藩領。
- 明治4年7月14日（1871年8月29日） - 廃藩置県により津県の管轄となる。
- 明治4年11月22日（1872年1月2日） - 第1次府県統合により安濃津県の管轄となる。
- 明治5年3月17日（1872年4月24日） - 安濃津県が改称して三重県となる。
- 1889年（明治22年）4月1日 - 町村制の施行により、近世以来の高野尾村が単独で自治体を形成。
- 1896年（明治29年）4月1日 - 所属郡が河芸郡に変更。
- 1956年（昭和31年）9月30日 - 所属郡が安芸郡に変更。
- 1957年（昭和32年）1月15日 - 高野尾村が大里村と新設合併して豊里村が発足し、同村大字高野尾となる。
- 1973年（昭和48年）2月1日 - 豊里村が津市に編入され、同市高野尾町となる。
- 2014年（平成26年）6月30日 - 高野尾町の一部が分離し、豊が丘一丁目から豊が丘五丁目が設定され、豊が丘には住居表示が導入される[8]。

### 特攻用飛行場
第二次世界大戦末期に、高野尾には海軍の簡易秘密飛行場が建設された。建設作業は鈴鹿海軍航空隊の隊員も関与し、「第3鈴鹿航空隊」とも呼ばれた。後の伊勢自動車道芸濃ICから津市立高野尾小学校前にかけての地域に滑走路を設け、付近の丘陵に飛行機を隠すための掩体壕が築かれた、とされているが、戦後開拓により地形の改変が著しく、現地で遺構は確認されていない。
滑走路の跡地は畑地や住宅地に、掩体壕のあった丘陵はヤマギシズム豊里実顕地や伊勢自動車道に変貌した。

## 花卉園芸
三重サツキやヒラドツツジの栽培が盛んな地域であり、三重県道10号津関線に沿って温室や花木の畑が連なっている。三重県は花木生産を明治時代から開始しているが、高野尾のサツキ栽培は歴史があり、サツキは公園や庭園の植え込み樹として利用される。生産団体は高野尾苗木生産組合で、ミスト繁殖室を備え、挿し苗から育成、供給に至る一貫生産システムを構築している。品種は並サツキ、赤花サツキ、桃花サツキが多く、1970年代頃の栽培面積は200haであった。1969年（昭和44年）には洋ラン栽培を目的に「三重メリクロン生産組合」が設置され、高野尾洋らん組合も組織されて温室での洋ラン栽培が急拡大した。こちらも繁殖から育成、供給に至る一貫生産システムが成り立っている。品種はシンビジウムが中心である。そのほか、水稲・野菜・みかん栽培や酪農も盛んである。

農産物直売所朝津味

ところが主な需要者であったゴルフ場や公共施設の建設が減少するに伴い、花木の需要も減少したため離農者が増え、産地としては衰退に向かっている。そこで地域の農家による出資で2013年（平成25年）9月に「株式会社フューチャー・ファーム・コミュニティ三重」が設立された。同社は、かつて高野尾町で栽培が盛んであったサトイモを特産品にする活動、三重大学とエディブル・フラワー（食べられる花）の共同研究、三重県最大級の敷地面積3.3haの農産物直売所朝津味（あさつみ）の設立（2016年7月2日開業）などを通して地域活性化を図っている。

## 世帯数と人口
2019年（令和元年）6月30日現在の世帯数と人口は以下の通りである。
| 町丁     | 世帯数  | 人口    |
| -------- | ------- | ------- |
| 高野尾町 | 719世帯 | 1,673人 |

### 人口の変遷
国勢調査による人口の推移
| 1995年（平成7年）  | 8,167人 | [ 12 ] |  |
| 2000年（平成12年） | 8,288人 | [ 13 ] |  |
| 2005年（平成17年） | 8,180人 | [ 14 ] |  |
| 2010年（平成22年） | 8,086人 | [ 15 ] |  |
| 2015年（平成27年） | 1,583人 | [ 16 ] |  |

### 世帯数の変遷
国勢調査による世帯数の推移
| 1995年（平成7年）  | 2,455世帯 | [ 12 ] |  |
| 2000年（平成12年） | 2,570世帯 | [ 13 ] |  |
| 2005年（平成17年） | 2,636世帯 | [ 14 ] |  |
| 2010年（平成22年） | 2,703世帯 | [ 15 ] |  |
| 2015年（平成27年） | 636世帯   | [ 16 ] |  |

## 学区
市立小・中学校に通う場合、学区は以下の通りとなる。
| 番・番地等 | 小学校                                | 中学校           |
| ---------- | ------------------------------------- | ---------------- |
| 全域       | 津市立豊が丘小学校 津市立高野尾小学校 | 津市立豊里中学校 |

## 交通

### バス
三重交通
- 椋本線
  - 52-0系統： 椋本→高野尾→白塚口→津駅前→三重会館→柳山→米津（ラッツ前）→イオンモール津南
  - 52-0系統：豊里ネオポリス→高野尾→白塚口→津駅前→三重会館→柳山→米津（ラッツ前）→イオンモール津南
  - 52-1系統：イオンモール津南→米津（ラッツ前）→柳山→三重会館→津駅前→白塚口→高野尾→椋本
  - 52-2系統：サンバレー→米津（ラッツ前）→柳山→三重会館→津駅前→白塚口→高野尾→豊里ネオポリス
  - 52系統：イオンモール津南→米津（ラッツ前）→ 柳山→三重会館→津駅前→白塚口→サイエンスシティ

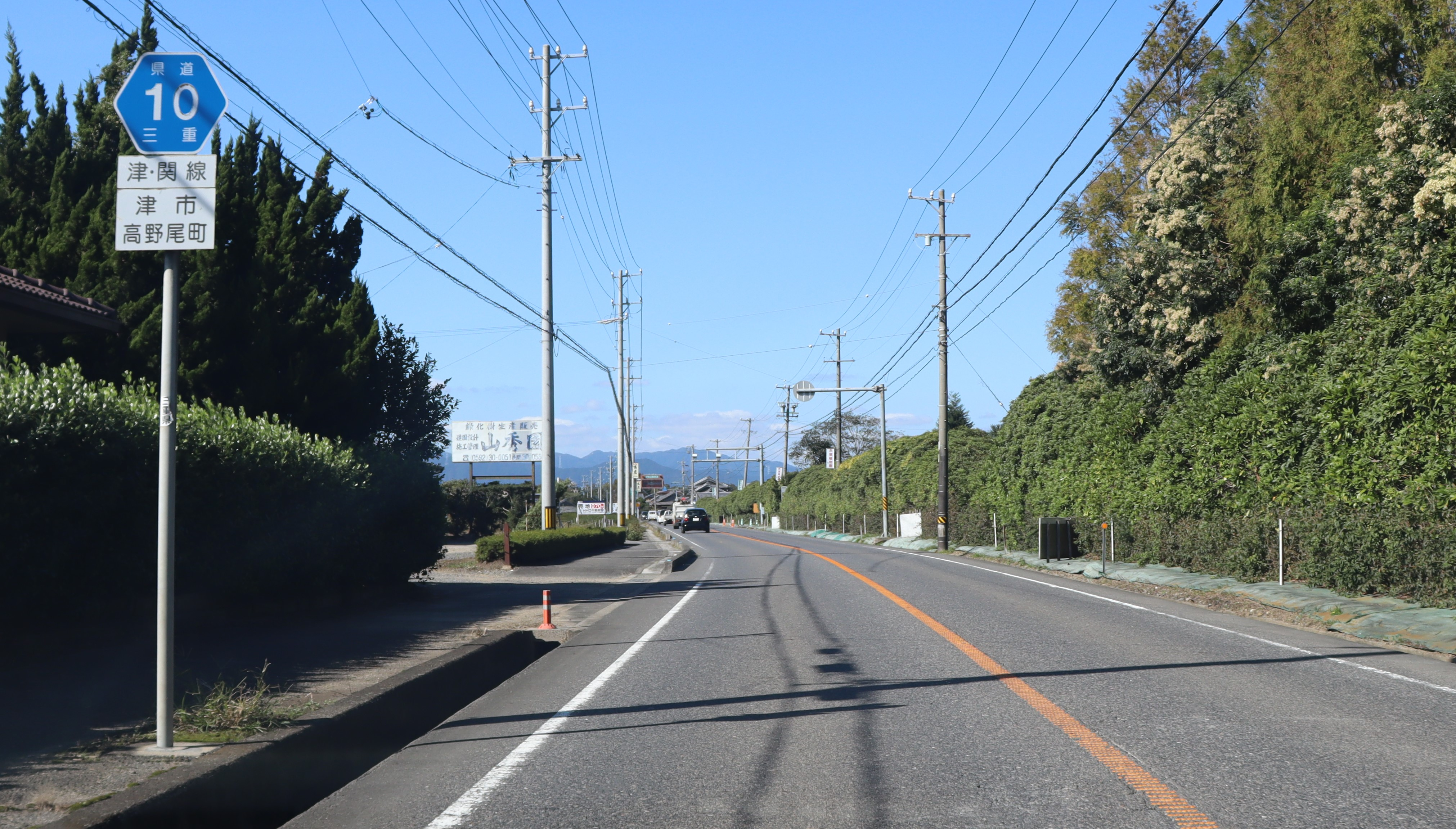
町内を通る三重県道10号津関線

### 道路
- 三重県道10号津関線
- 三重県道649号亀山安濃線

## 施設
- 津市役所高野尾出張所
- 津市立高野尾小学校
- 津市立高野尾幼稚園
- 津警察署高野尾警察官駐在所

津市役所高野尾出張所

高野尾郵便局

赤塚本社

赤塚FFCミュージアム

三重大学大学院生物資源学研究科・生物資源学部附属紀伊・黒潮生命地域フィールドサイエンスセンター附帯施設農場

- 三重大学大学院生物資源学研究科・生物資源学部附属紀伊・黒潮生命地域フィールドサイエンスセンター附帯施設農場
- JA津安芸高野尾
- ヤマギシズム社会豊里実顕地
- 株式会社赤塚植物園本社
  - レッドヒル ヒーサーの森（栽培試験農場）[10]
- 株式会社フューチャー・ファーム・コミュニティ三重本社[10]
  - 農産物直売所・朝津味
- 株式会社スギテック
- 社会福祉法人三重ベタニヤ法人本部

- 円光寺
- 豊久寺
- 安楽寺
- 長泉寺
- 林昌院
- 西円寺
- 円立寺
- 須賀神社

## その他

### 日本郵便
- 郵便番号 : 514-2221[3]（集配局：椋本郵便局[18]）。